# Zitadelle des Karim Khan

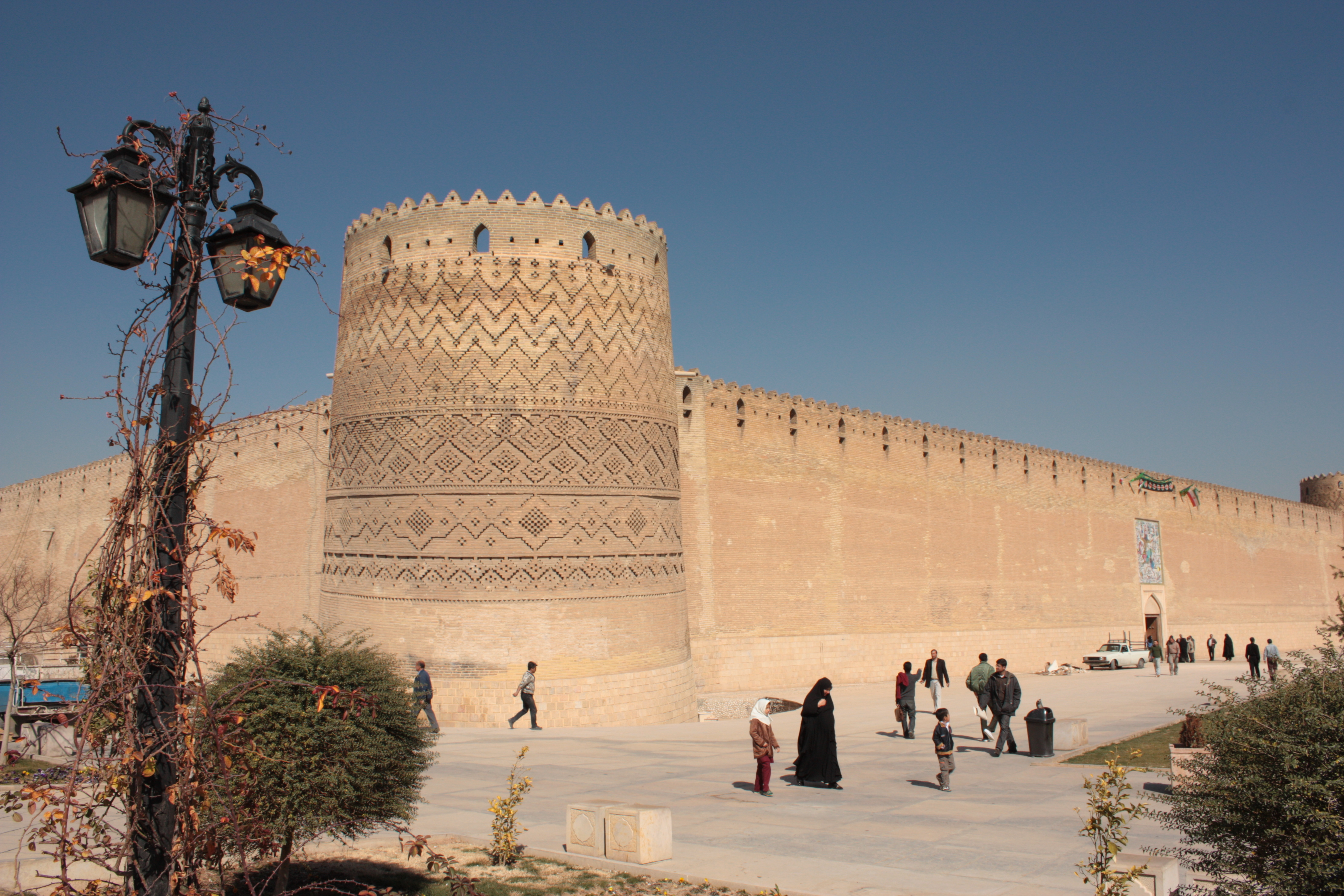
Zitadelle des Karim Khan

Die Zitadelle des Karim Khan (persisch: ارگ کريمخاني – Arg-e Karim Khani) befindet sich im Nordosten der iranischen Stadt Schiras. Sie wurde während der Zand-Dynastie als Teil eines größeren Komplexes errichtet; dem namensgebenden Herrscher Karim Khan-e Zand diente sie als Wohnbereich und als militärischer Stützpunkt. In ihrer Gestalt ähnelt sie einer mittelalterlichen Festung.
Zeitweise wurde die Zitadelle als Gefängnis genutzt. Heutzutage beherbergt sie ein Museum, das von der Iranischen Kulturerbeorganisation betrieben wird.

## Geschichte
Die Zitadelle wurde 1766/67 gebaut. Karim Khan lud die besten Architekten und Künstler seiner Zeit ein und erwarb die besten Materialien aus anderen Städten und dem Ausland für die Konstruktion des Bauwerks, welches rasch errichtet wurde. Während der Herrschaft der Zand wurde es von den Königen als Wohnquartier, während der Dynastie der Kadscharen als Sitz des Gouverneurs genutzt.
Nach dem Ende der Kadscharenherrschaft wurde die Anlage in ein Gefängnis umgewandelt, die Malereien wurden überputzt. Im Jahr 1971 wurde es der Iranischen Kulturerbeorganisation (Sāzmān Mirāz-e Farhangi, Sanāje' Dasti wa Gardeš-gari) übergeben. Die Renovierung des Bauwerks begann 1977.

## Beschreibung

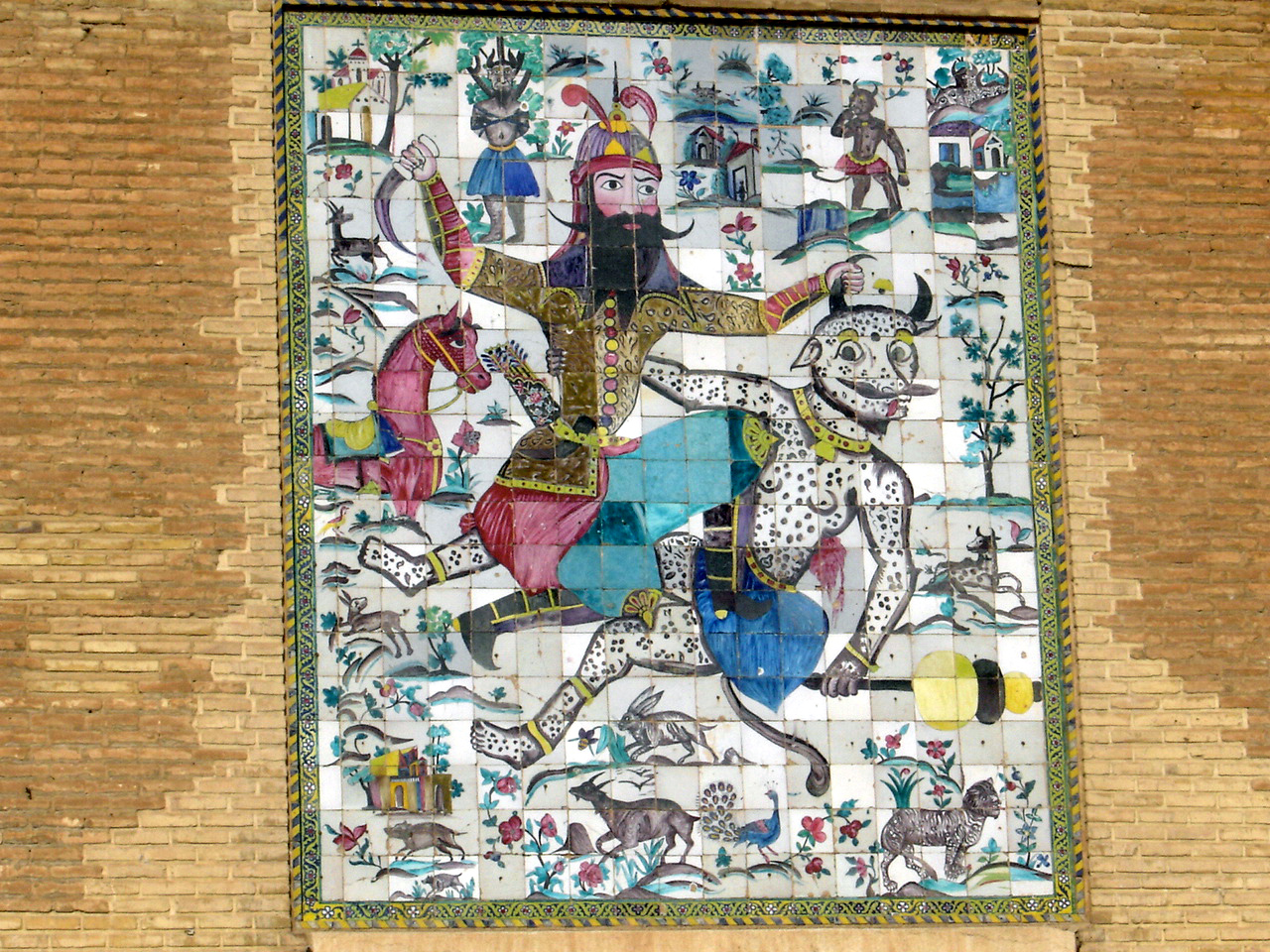
Der legendäre Held Rostam bezwingt einen Dämonen (Div): Beispiel der Fliesenmalerei an der Zitadelle

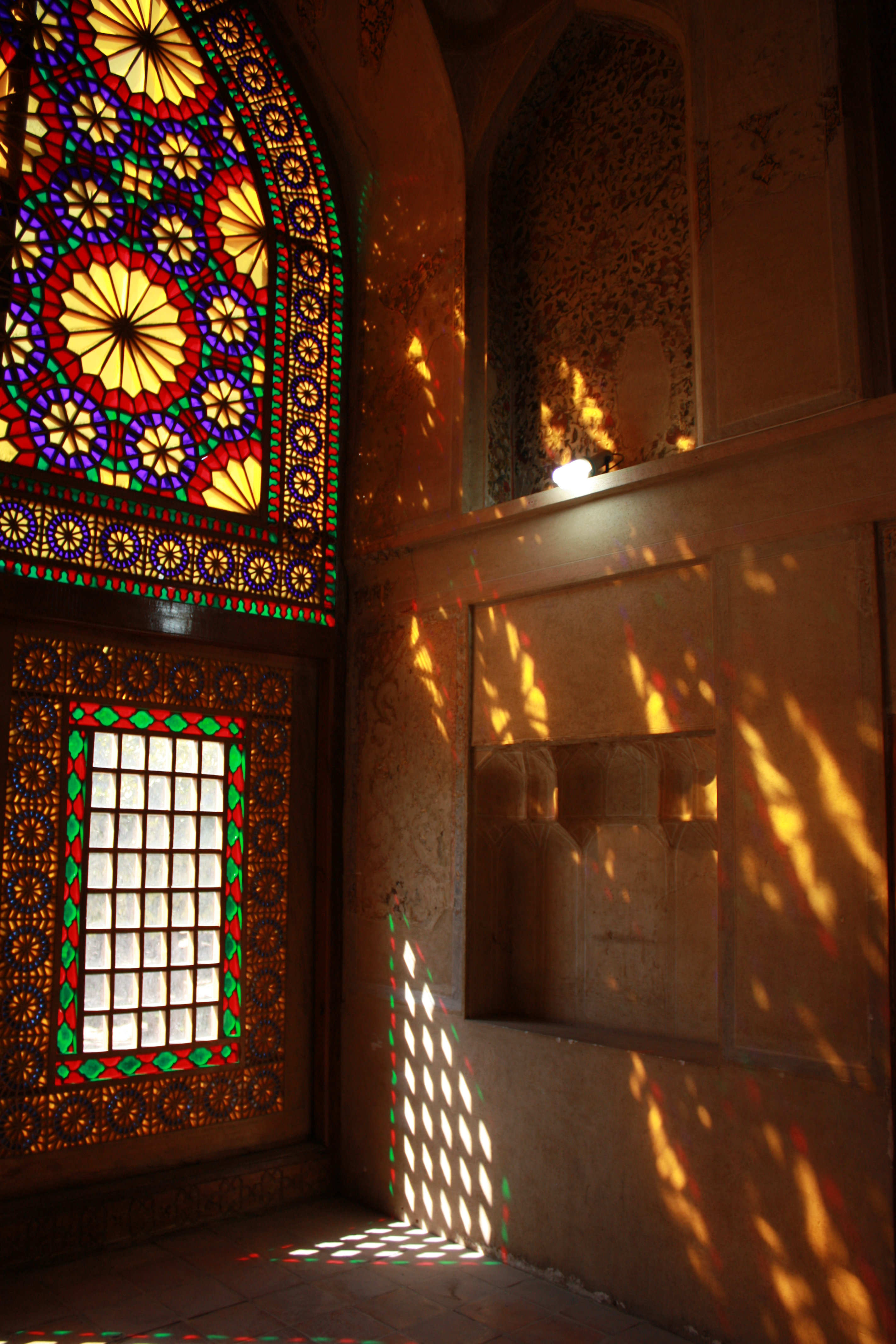
Die Zitadelle von innen

Die Zitadelle des Karim Khan befindet sich am Shohada-Platz. Sie umfasst eine Fläche von 4000 m²; das Gebäude besteht aus vier hohen Mauern, die mit vier 14 Meter hohen runden Ziegeltürmen im 90°-Winkel miteinander verbunden sind. Die Mauern sind 12 Meter hoch und am Fuß 3 Meter, oben 2,8 Meter dick. Die Gestaltung der Zitadelle kombiniert militärische mit Wohn-Architektur, es war das Wohngebäude Karim Khans wie auch das Militärzentrum der Dynastie.
Der britische Reiseschriftsteller James Edward Alexander beschrieb 1827 die Zitadelle als von einem „tiefen, nassen Graben“ („deep wet ditch“) umgeben.
Fliesenarbeiten mit Darstellungen mythischer Geschichten wurden während der Kadscharenzeit am Eingangstor hinzugefügt.